# Wheeler Oakman
Wheeler Oakman (Washington D.C., 21 februari 1890 - Van Nuys, 19 maart 1949) was een Amerikaans filmacteur die verscheen in ten minste 280 films tussen 1912 en 1948. Zijn inbreng was vaak beperkt tot bijrollen.
Oakman was gedurende enige tijd getrouwd met Priscilla Dean, met wie hij in Outside the Law speelde.

## Gedeeltelijke filmografie
- Alas! Poor Yorick! (1913)
- Shotgun Jones (1914)
- The Carpet from Bagdad (1915)
- The Battle of Hearts (1916)
- Revenge (1918)
- Mickey (1918)
- Back to God's Country (1919)
- The Virgin of Stamboul (1920)
- Outside the Law (1920)
- A Wise Fool (1921)
- Slippy McGee (1923)
- The Power of the Press (1928)
- What a Night! (1928)
- Lights Of New York (1928)
- The Devil's Chaplain (1929)
- On with the Show (1929)
- The Show of Shows (1929)
- The Donovan Affair (1929)
- The Back Page (1931)
- Texas Cyclone (1932)
- The Airmail Mystery (1932) serial
- Two-Fisted Law (1932)
- The Lost Jungle (1934)
- The Phantom Empire (1935)
- Code of the Mounted (1935)
- The Headline Woman (1935)
- Death from a Distance (1935)
- The Adventures of Rex and Rinty (1935)
- Darkest Africa (1936)
- The Mysterious Avenger (1936)
- Slaves in Bondage (1937)
- Flash Gordon's Trip to Mars (1938)
- Escort Girl (1941)
- The Ape Man (1943)
- The Girl from Monterrey (1943)
- Brenda Starr, Reporter (1945)
- Brick Bradford (1947)

- Biblioteca Nacional de España: XX4815468
- Bibliothèque nationale de France: cb17134475w (data)
- International Standard Name Identifier: 0000 0000 6302 8204
- Library of Congress Control Number: n87911713
- SNAC: w6xx22p2
- Virtual International Authority File: 75384147
- WorldCat: E39PBJcR8P6BrHR8tRv6MQW4bd